# 金融營業稅 (臺灣)
金融營業稅，是中華民國營業稅稅項目的一個分支，主要是針對在中華民國(臺灣)境内提供金融與保險服務的金融企業進行每一年度課稅方案。

## 稅制歷史
- 自1945年至1999年的金融營業稅：每年徵收其營業額的5%
- 自1999年至2013年的金融營業稅：每年徵收其營業額的2%
- 自2014年至2024年：政府研擬將金融營業稅調回原本的5%
- 自2025年起：每年徵收的金融營業稅調回其營業額的2%

## 爭議
- 金融營業稅落日條款：有立法委員[谁？]向財政部部長張盛和關說，是不是等政府財務穩健之後，在調回現在的2%
- 金管會主委曾銘宗表示，基本方向認同立委主張，但必須洽財政部意見。財政部則表示，稅制可隨經濟情勢發展調整，「先上路(回復原本的稅制)、再檢討」原則不變。

## 意見

### 支持調回百分之五的意見
- 財政部部長張盛和

### 爭議意見
- 銀行公會決定，通過臨時提案支持此案，但有金融業者要求正名為「回饋稅」，應該訂落日條款，講明徵收到什麼時候。
- 前任台灣銀行董事長及現任中華郵政董事長李紀珠說，銀行業增加稅負確實屬回饋稅性質，並非銀行業長期享有租稅特權，呼籲適當時機考量取消或降低回饋稅。